# Assassino do Zodíaco
O Assassino do Zodíaco (em inglês: Zodiac Killer) é o pseudônimo de um assassino em série estadunidense que atuou no Norte da Califórnia durante 10 meses desde o final da década de 1960. Sua identidade permanece desconhecida. O Zodíaco colocou seu nome em uma série de cartas ameaçadoras que enviou à imprensa até 1974. Em suas cartas incluiu quatro criptogramas, dos quais três ainda não foram decifrados. Tem sido descrito como o caso de assassinatos não resolvido mais famoso da história americana e tornou-se um elemento fixo na cultura popular, inspirando detetives amadores a tentarem resolver o caso e peças de entretenimento como filmes, televisão, romances e videogames.
O Zodíaco assassinou cinco vítimas na Baía de São Francisco entre dezembro de 1968 e outubro de 1969, operando em ambientes rurais, urbanos e suburbanos. Ele tinha como alvo casais jovens e um motorista de táxi solitário. Seus ataques conhecidos ocorreram em Benicia, Vallejo, Condado de Napa e a cidade de São Francisco. Duas de suas vítimas feridas sobreviveram. O Zodíaco afirmou em suas cartas ter matado cerca de 37 pessoas. Ele tem sido associado a vários outros casos arquivados, alguns no Sul da Califórnia e outros fora do estado.
O Assassino do Zodíaco cunhou esse nome em uma série de cartas e cartões insultuosos que ele enviou a jornais regionais, onde ele ameaçou matanças e atentados se não fossem impressos. Algumas das cartas incluíam criptogramas, ou cifras, em que o assassino alegou que estava coletando suas vítimas como escravos para a vida após a morte. Das quatro cifras que ele produziu, duas permanecem sem solução e uma foi quebrada apenas em 2020. Embora muitas teorias sobre a identidade do assassino tenham sido sugeridas, o único suspeito que as autoridades policiais já nomearam publicamente foi Arthur Leigh Allen, um ex-professor do ensino fundamental e criminoso sexual condenado que morreu em 1992. Até a presente data, apesar das teorias e sugestões sobre o caso, a real identidade do assassino permanece desconhecida.
Embora o Zodíaco tenha cessado as comunicações escritas por volta de 1974, a natureza incomum do caso gerou um interesse internacional que se manteve ao longo dos anos. O Departamento de Polícia de São Francisco marcou o caso como "inativo" em abril de 2004, mas o reabriu em algum momento antes de março de 2007. O caso também permanece aberto na cidade de Vallejo, bem como nos condados de Napa e Solano.

## Cronologia dos crimes

### Assassinato em Lake Herman Road
Em 20 de dezembro de 1968, David Arthur Faraday de 17 anos de idade e Betty Lou Jensen de 16, um jovem casal de Vallejo, Califórnia, estavam realizando um passeio noturno em Lake Herman Road, uma estrada conhecida por servir de ponto de encontro para jovens casais, quando foram surpreendidos por um  homem que estacionou o carro atrás do deles, o homem desceu do seu carro e o casal assustado tentou fugir do veículo em que se encontravam. David Faraday foi morto ainda dentro de seu carro, enquanto Betty Lou Jensen conseguiu descer e correr, até ser baleada pelo homem e cair à 23,70 metros do para-choque traseiro do veículo, ambos morreram devido aos ferimentos de bala do ocorrido.

### Assassinato em Blue Rock Springs

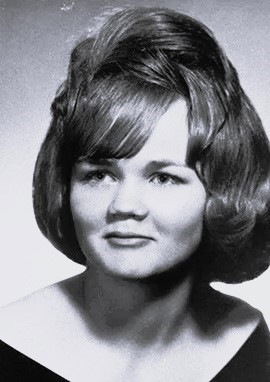
Darlene Ferrin

Em 4 de julho de 1969, mais uma vez um casal transitava a noite pelas estradas de Vallejo, os jovens Michael Renault Mageau de 19 anos e Darlene Elizabeth Ferrin de 22, passeavam no Corvair de Darlene, que havia saído de casa com o intuito de comprar fogos de artificio para a festa de 4 de julho, porém por algum motivo passou na casa de Micheal, partindo então com o jovem rapaz em direção ao Blue Rock Springs Park, segundo as investigações posteriores da polícia descobriu-se que os dois foram seguidos por um homem em um Falcon 1958, que parou atrás do carro do casal, sacou uma lanterna e andou em direção aos dois jovens, o homem então puxou uma pistola do casaco que vestia e se aproximando do banco do carona em que Mageau se encontrava, disparou inúmeras vezes em direção aos dois. O incidente terminou com a morte de Darlene, enquanto Mageau foi levado ao hospital de Vallejo com ferimentos graves, contudo conseguindo sobreviver.
Exatamente à 00:40, de um telefone público, um homem ligou para a delegacia de Vallejo, por meio de uma telefonista. Nancy Slover, operadora da central telefônica da polícia, atendeu.
- Quero informar um duplo assassinato — o homem falou. A voz dele não enfatizava as palavras, e pareceu a Nancy que o homem estava lendo o que dizia. Ou que tinha ensaiado aquilo.
- Se vocês andarem 1 quilômetro e meio para leste, na Columbus Parkway, em direção ao parque público, vão encontrar jovens em um carro marrom.
A voz do desconhecido era firme e consistente, clara mas imperativa. Nancy tentou interrompê-lo, para obter mais informações, mas o homem falava alto, encobrindo a voz dela. Para Nancy, a voz parecia ser a de um adulto. Ele não parou de falar até que terminasse de dar sua declaração.
- Eles foram mortos com uma Luger 9 mm. Eu também matei aqueles garotos no ano passado. — Adeus.
O assassinato de Darlene aconteceu em um lugar localizado a apenas 3 km do local onde o casal David e Betty Lou foram assassinados.

### Primeiras cartas enviadas
Em 1 de agosto de 1969, três cartas foram escritas pelo assassino e enviadas para três jornais diferentes, Vallejo Times-Herald, San Francisco Chronicle e para o San Francisco Examiner.

A carta escrita pelo assassino e enviada ao San Francisco Chronicle dizia:
Caro Editor, Aqui é o assassino dos 2 jovens no último Natal no Lago Herman e da moça no dia 4 de Julho perto do campo de golfe em Vallejo
Para provar que os matei,
Eu vou contar alguns fatos que só eu e a polícia conhecemos.
Natal
1. Marca da munição Super X
2. 10 tiros foram disparados
3. O jovem estava de costas com os pés apontados para o carro
4. A jovem estava deitada sobre o lado direito pés voltados para Oeste
4 de julho
1. A jovem estava usando calças estampadas
2. O jovem foi baleado também no joelho.
3. Marca da munição foi western
Aqui está a parte de um código as outras duas partes desse código estão sendo enviadas aos editores do Vallejo Times e do SF Examiner . Quero que o senhor publique esse código na primeira página do seu jornal.
Nesse código está minha identidade.
Se o senhor não publicar esse código até a tarde da sexta-feira, lº de agosto de 69, vou iniciar uma matança louca sexta-feira à noite. Vou perambular todo o fim de semana matando pessoas solitárias à noite e continuar matando de novo, até que eu tenha uma dúzia de pessoas no fim de semana.
O São Francisco Examiner e o Vallejo Times-Herald também receberam a sinistra carta, com pequenas variações, e uma terça parte da mensagem completa em código. Os jornais publicaram uma parte do texto das cartas, mas, atendendo aos pedidos do departamento de polícia, não reproduziram a carta fielmente como foi enviada ao jornal. Isso foi feito para que fossem preservados fatos que só o assassino saberia. Trata-se de um procedimento padrão da polícia em muitos casos de assassinato, a fim de que haja provas indiscutíveis para a identificação e captura do procurado.
Em 4 de agosto de 1969 o casal Donald Gene Harden, 41 anos, professor de história e economia na Escola North Salinas e sua esposa Bettye June Harden, conseguiram decifrar o código enviado pelo assassino ao jornal. O código dizia o seguinte:
GOSTO DE MATAR PESSOAS
PORQUE É MUITO DIVERTIDO
É MAIS DIVERTIDO DO QUE
MATAR ANIMAIS SELVAGENS NA
FLORESTA PORQUE
O HOMEM É O ANIMAL MAIS
PERIGOSO DE TODOS PARA MATAR
ALGUMA COISA ME DÁ A
MAIS EMOCIONANTE EXPERIÊNCIA
É MELHOR ATÉ DO QUE
FAZER SEXO COM UMA GAROTA
A MELHOR PARTE DISSO É QUE
QUANDO EU MORRER RENASCEREI
NO PARAÍSO E OS QUE EU
MATEI SE TORNARÃO MEUS ESCRAVOS
NÃO VOU DIZER MEU NOME
SENÃO VOCÊS VÃO TENTAR RETARDAR OU
PARAR MINHA COLEÇÃO DE

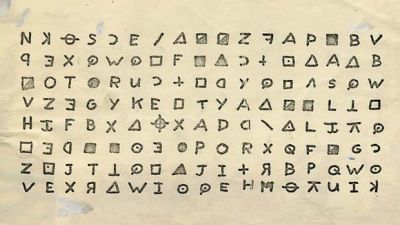
Parte do código enviado ao Chronicle em 1969.

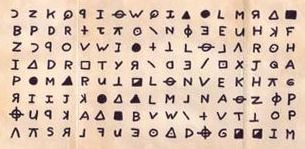
Parte do código enviado ao Examiner em 1969

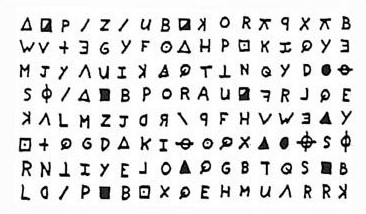
Parte do código enviado ao Times-Herald em 1969

ESCRAVOS PARA DEPOIS DA MORTE EBEORIETEMETHHPITI.
Em uma terça-feira, 7 de agosto de 1969, o assassino escreve sua segunda carta à polícia, dessa vez maior contendo três páginas, nessa carta pela primeira vez ele utiliza o nome Zodíaco para se referir a si mesmo, ele da mais detalhes dos assassinatos em Vallejo. O Zodíaco escrevera que quando a polícia decifrasse o código da sua última carta enviada eles o pegariam. O que o assassino não sabia é que os Harden já tinham concluído a decodificação, mas que a identidade do assassino continuava a ser um mistério.
Em dezembro de 2020, a imprensa reportou que a carta enviada ao San Francisco Chronicle em 1969 havia sido decifrada e que dizia: espero que estejam se divertindo muito tentando me pegar... Não tenho medo da câmara de gás porque ela vai me mandar para o paraíso muito mais cedo porque agora tenho escravos suficientes trabalhando para mim. O trabalho de decodificação desta carta havia iniciado em 2006 e foi feito pelo web designer David Oranchak, o matemático australiano Sam Blake e o especialista em logística da Bélgica, Jarl Van Eykcke. Segundo o grupo, o trabalho demorou mais tempo porque o assassino tinha utilizado um sistema de criptografia destinado a militares nesta mensagem.

### Assassinato no Lago Berryessa
Em 27 de setembro de 1969, Bryan Hartnell e Cecelia Shepard, um casal de estudantes do Pacific Union College, estavam fazendo um passeio pelo Lago Berryessa, haviam chegado ao local no Karmann Ghia branco de Bryan às 16h00, o casal encontrou uma clareira na sombra para um piquenique, a exatos 466 metros da estrada, em uma península da margem Leste do lago. Eles estenderam um cobertor e ficaram sentados, abraçados, durante uma hora.
Enquanto apreciava a paisagem o casal foi surpreendido por um homem corpulento de mais ou menos 1,80 de altura usando uma macabra roupa preta com capuz cobrindo a cabeça, na parte da frente da roupa podia-se ver o símbolo do Zodíaco, um círculo cortado por uma cruz ao centro, como se fosse a mira de uma arma. O homem abordou os jovens e após amarra-los deitados ao chão, desferiu vários golpes de faca em cada um deles, novamente como havia acontecido no último ataque do assassino, o rapaz sobreviveu enquanto a garota acabou falecendo, não resistindo aos 24 ferimentos de faca em seu corpo.
O assassino antes de ir embora deixou escrito na porta do carro do rapaz a seguinte descrição:
Vallejo
20-12-68
4-7-69
27 set, 69-6h30
A faca

### Assassinato de Paul Stine
Algumas semanas após o assassinato de Cecilia, em 11 de outubro de 1969 um taxista chamado Paul Stine transportava um passageiro que havia pegado em Forte Heights, e que tinha como destino a esquina da rua Washington com a Maple, o passageiro ao ver que havia alguém transitando na rua naquele momento, pediu para o taxista andar mais uma quadra, chegando na esquina da Washington com a Cherry. Ali o homem corpulento sacou uma pistola do seu casaco preto e disparou a queima roupa contra  o crânio de Stine. A morte foi quase instantânea.
Os detetives Dave Toschi e Bill Armstrong, ficariam responsáveis pelas investigações do caso, que passaria de um simples assalto para um homicídio realizado por um assassino em série, isso porque alguns dias depois o Zodíaco escreveria uma carta e enviaria ao San Francisco Chronicle, contando detalhes da execução do crime e junto com a carta enviaria um pedaço da camisa de Stine que o assassino havia arrancado no momento do crime, já com a intenção de enviar ao jornal.
Em 8 de dezembro de 1969, o assassino mandaria aos jornais ainda mais cartas, uma toda criptografada, contando com 340 caracteres, e outra se gabando de ter cometido vários outros assassinatos na região.

### Sequestro de Kathleen Johns
Na noite de 22 de março de 1970, Kathleen Johns fazia uma viagem entre San Bernardino e Petaluma para visitar sua mãe, quando foi abordada por um homem que deu sinal para que ela parasse o carro. O homem disse para a jovem que a roda traseira de seu carro estava solta, e que ele poderia consertar se fosse da vontade dela, Kathleen aceitou a ajuda do estranho, porém ao invés de apertar a roda ele afrouxou a mesma. Quando a jovem deu partida no carro novamente e andou alguns metros a roda se soltou, o homem então aproveitou a situação e ofereceu carona à mulher, que acompanhada de seu filho de colo, aceitou prontamente.
O homem então partiu pela rodovia e pouco tempo depois começou a ameaçar a mulher e seu filho, dizendo que mataria a jovem depois que atirasse o bebê pela janela do automóvel, desesperada a mulher se atirou para fora do carro e se escondeu em meio a vegetação, o assassino ainda tentou encontrar a mulher, rondou a localização por algum tempo, porém não conseguindo encontrar a jovem acabou desistindo e indo embora. Dias depois, após depoimento à polícia, Kathleen reconheceu o homem que a havia sequestrado naquele dia em um cartaz de procurado na delegacia, o cartaz em questão pertencia ao Zodíaco.

### Carta a Paul Avery
Em 27 de outubro de 1970, o jornalista investigativo do jornal San Francisco Chronicle, Paul Avery, recebeu uma carta do Zodíaco endereçada especialmente a ele, na verdade se tratava mais de um cartão barato comprado na época do Halloween para enviar a outras pessoas. O jornalista havia feito muitas matérias a respeito do assassino, em algumas o insultando e o chamando de homossexual enrustido, pelo fato de quase sempre apenas as mulheres morrerem durante seus ataques, deixando a impressão de que o assassino se esforçava mais para matar as mulheres do que os homens. Na qualidade de calejado correspondente de Guerra do Vietnã e de detetive licenciado, Avery era capaz de cuidar de si muito bem. O departamento de polícia o autorizou a portar um revólver calibre 38, além de permitir que treinasse tiro ao alvo no estande de tiro da polícia.

O cartão dizia o seguinte:
Sinto nos meus ossos,
Você pena para saber meu nome,
Então vou dar uma pista...
Mas então por que estragar nosso jogo!
BU Feliz Halloween

### Assassinato em Riverside
Na época de divulgação da carta em ameaça à Paul Avery, veio a tona um incidente ocorrido em Riverside, o caso foi informado ao próprio jornalista que pessoalmente foi atrás das informações, se tratava de um assassinato a uma jovem estudante chamada Cheri Jo Bates, que estudava no Riverside City College, a jovem de apenas 18 anos foi morta de maneira brutal, esfaqueada por um homem, que após cometer o crime escreveu o que ocorrera em uma tábua de madeira encontrada dentro da universidade, além de mandar cartas à família da vitima, o modus operandi parecido com o do Zodíaco chamou a atenção das autoridades, que passou a supor que esse crime que também não teve solução, poderia ter sido cometido pelo assassino em série. Porém apesar de os investigadores terem encontrado fortes indícios da participação do Zodíaco no crime, nunca se encontraram provas suficientes para liga-lo ao assassinato.

### Desaparecimento no Lago Tahoe
Em 22 de março de 1971, um cartão endereçado a "Paul Averly" (Paul Avery, o assassino escrevera o nome do jornalista de forma errada, acrescentando um L, como havia acontecido também na carta de ameaça), chegou a correspondência do San Francisco Chronicle, nesse cartão o assassino assume a autoria do desaparecimento de Donna Lass em 6 de setembro de 1970. As frases “12 a vítima é procurada”, “vasculhar os pinheiros", “além das áreas do Lago Tahoe”, “Sierra Club” e “no meio da neve” tinham sido recortadas de um jornal e coladas no cartão. A jovem de 25 anos desapareceu após sair de seu emprego no hotel Sahara Tahoe rumo a sua casa, seu carro foi encontrado em frente ao seu apartamento, não havia sinais de luta corporal e nem indícios suspeitos, seu corpo nunca foi encontrado. Não se tem certeza se o cartão foi mesmo enviado pelo Zodíaco, não havia nada manuscrito nele para que se fizesse um teste de caligrafia, porém o estilo do autor era extremamente semelhante aos outros comprovadamente enviados pelo assassino.

### Últimas cartas do Zodíaco
Em 30 de janeiro de 1974, o assassino em série envia uma curiosa carta ao Chronicle. Nela, relata que tinha ido assistir ao filme O Exorcista, o qual diz ser o melhor filme de comédia satírica que já havia visto. No mesmo texto, escreve a seguinte nota: Eu = 37, SFPD = 0, dando a entender que já havia feito 37 vítimas enquanto a polícia de San Francisco não conseguia fazer nada para detê-lo.
Em 24 de abril de 1978, foi enviada ao San Francisco Chronicle a suposta última carta do Zodíaco, considerada inicialmente verídica. Porém o escritor Armistead Maupin, à época trabalhando naquele jornal, acusou o investigador Dave Toschi de tê-la fabricado. Isso porque anos antes Maupin escrevera uma série que contava com um detetive inspirado em Toschi, e o inspetor, tendo gostado do personagem, já lhe havia enviado algumas mensagens anônimas pedindo que continuasse a publicar as histórias.
Segundo Maupin, o estilo da redação era parecido ao que o policial escrevera anos antes. Além disso, havia citação explícita ao nome do detetive. No entanto, testes de caligrafia comprovaram que Toschi não era o responsável. Mesmo assim, ele foi afastado do caso em que trabalhava desde 1969.
Até hoje não há confirmação de que essa carta de 1978 tenha sido mesmo escrita pelo Zodíaco. Sherwood Morrill, chefe do departamento de testes de caligrafia da polícia no período em que o criminoso enviou as primeiras correspondências, afirmou que o envelope em questão tinha partido das mãos do assassino. De acordo com ele, a caligrafia era a mesma.

## Vítimas

### Confirmadas
Embora o Zodíaco tenha reivindicado 37 homicídios em cartas aos jornais, os investigadores confirmaram apenas sete vítimas, das quais duas sobreviveram. Eles são:
- Betty Lou Jensen, 16 anos & David Arthur Faraday, 17 anos: baleados e mortos em 20 de dezembro de 1968, no Lake Herman Road, dentro dos limites da cidade de Benicia.
- Darlene Elizabeth Ferrin, 22 anos & Michael Renault Mageau, 19 anos: tiro em 4 de julho de 1969, no estacionamento de Blue Rock Springs Park em Vallejo. Enquanto Mageau sobreviveu ao ataque, Ferrin foi declarada morta na chegada ao Hospital da Fundação Kaiser.
- Bryan Calvin Hartnell, 20 anos & Cecilia Ann Shepard, 22 anos: no lago Berryessa no condado de Napa. Hartnell sobreviveu a oito facadas nas costas, mas Shepard morreu como resultado de seus ferimentos em 29 de setembro de 1969.
- Paul Lee Stine, 29 anos: taxista baleado e morto em 11 de outubro de 1969, no bairro Presidio Heights, em San Francisco.

### Suspeitas

#### Fatais e desaparecidas
As seguintes vítimas de assassinato são suspeitas de serem vitimadas pelo Zodíaco, embora nenhuma tenha sido confirmada:
- Robert Domingos, 18 anos, e Linda Edwards, 17 anos: baleados e mortos em 4 de junho de 1963, em uma praia perto de Gaviota. Edwards e Domingos foram identificados como possíveis vítimas do Zodíaco devido a semelhanças específicas entre o ataque deles e o ataque do Zodíaco ao lago Berryessa, seis anos depois.
- Cheri Jo Bates, 18 anos: esfaqueada até a morte e quase decapitada em 30 de outubro de 1966, no Riverside City College, em Riverside. A possível conexão de Bates com o Zodíaco só apareceu quatro anos depois de seu assassinato, quando o repórter Paul Avery, do San Francisco Chronicle, recebeu uma dica sobre as semelhanças entre os assassinatos do Zodíaco e as circunstâncias que cercaram a morte de Bates.
- Donna Lass, 25 anos: vista pela última vez em 6 de setembro de 1970, em Stateline, Nevada. Um cartão postal com um anúncio dos condomínios de Forest Pines (perto de Incline Village em Lake Tahoe) colado nas costas foi recebido no Chronicle em 22 de março de 1971, e foi interpretado como o Zodíaco alegando o desaparecimento de Lass como uma vítima. Nenhuma evidência foi descoberta para conectar o desaparecimento de Lass com o Zodíaco definitivamente.

#### Sobrevivente de suposto sequestro do Zodíaco
Uma vítima, Kathleen Johns de 22 anos, supostamente sequestrada em 22 de março de 1970, na rodovia 132 perto da I-580, em uma área a oeste de Modesto. Johns escapou do carro de um homem que levou ela e sua filha pequena ao redor da área entre Stockton e Patterson por aproximadamente uma hora e meia.

## Suspeitos

### Arthur Leigh Allen
O livro de Robert Graysmith, Zodiac, apresentou Arthur Leigh Allen como suspeito potencial baseado em evidências circunstanciais. Allen havia sido entrevistado pela polícia desde os primeiros dias das investigações sobre o Zodíaco e foi objeto de vários mandados de busca durante um período de 20 anos. Em 2007, Graysmith observou que vários detetives da polícia descreveram Allen como o mais provável suspeito. No entanto, em 2010, Toschi afirmou que todas as evidências contra Allen, em última instância, "se revelaram negativas".
Em 6 de outubro de 1969, Allen foi entrevistado pelo detetive John Lynch, do Departamento de Polícia de Vallejo. Allen foi visto nas proximidades do ataque do Lago Berryessa contra Hartnell e Shepard em 27 de setembro de 1969; ele alegou que mergulhava em Salt Point no dia dos ataques. Allen voltou a chamar a atenção em 1971 quando seu amigo Donald Cheney relatou à polícia em Manhattan Beach, Califórnia, que Allen havia falado de seu desejo de matar pessoas, usar o nome Zodiac e proteger uma lanterna em busca de visibilidade à noite. De acordo com Cheney, esta conversa ocorreu na tarde em 1 de janeiro de 1969.
Jack Mulanax, do Departamento de Polícia de Vallejo, escreveu posteriormente que Allen havia recebido uma demissão honrosa da Marinha da Califórnia em 1958 e havia sido demitido de seu emprego como professor de ensino fundamental em março de 1968, após alegações de má conduta sexual com estudantes. Ele era geralmente bem visto por aqueles que o conheciam, mas também era descrito como obcecado por crianças pequenas e zangado com as mulheres. Ele aparentemente nunca teve uma namorada ou esposa.
Em setembro de 1972, a polícia de São Francisco obteve um mandado de busca para a residência de Allen. Em 1974, foi preso por cometer atos sexuais indecentes contra um menino de 12 anos de idade; ele se declarou culpado e cumpriu dois anos de prisão.
A polícia de Vallejo serviu outro mandado de busca na residência de Allen em fevereiro de 1991. Dois dias após a sua morte em 1992, a polícia de Vallejo serviu outro mandado e confiscou a propriedade da residência do suspeito.
Outra evidência existia contra Allen foi uma carta enviada ao Departamento de Polícia de Riverside do assassino de Bates foi datilografada com uma máquina de escrever real de um fabricante denominado Elite, a mesma marca encontrada durante a busca em fevereiro de 1991 de sua residência. Ele possuía e usava um relógio de pulso da marca Zodiac. Ele morava em Vallejo e trabalhava a poucos minutos de onde uma das primeiras vítimas (Ferrin) morava e de onde um dos assassinatos ocorreu.
Em 2002, a Departamento de polícia de São Francisco desenvolveu um perfil parcial de DNA da saliva em selos e envelopes das cartas do zodíaco comparando este DNA parcial ao DNA de Arthur Leigh Allen. Uma comparação de DNA também foi feita com o DNA de Don Cheney, que era ex-amigo íntimo de Allen e a primeira pessoa a sugerir que Allen pode ser o assassino do zodíaco. Como nenhum dos resultados do teste indicou uma correspondência, Allen e Cheney foram excluídos como contribuintes do DNA, embora não possa ser declarado definitivamente que é o DNA do zodíaco nos envelopes. No entanto, em março de 2018, foi anunciado que a amostra de DNA de 2002 foi coletada fora do selo e não atrás dele, ou do selo do envelope, o que significa que Allen ainda poderia ser um suspeito.
Lloyd Cunningham, policial aposentado especialista em caligrafia, que trabalhou no caso do Zodiac por décadas, acrescentou: "Eles me deram caixas de banana cheias dos escritos de Allen, e nenhum de seus escritos chegou perto do Zodíaco. Nem o DNA extraído dos envelopes". cartas aproximaram-se de Arthur Leigh Allen." Embora a polícia use frequentemente examinadores de documentos durante as investigações, as decisões judiciais sobre a validade científica da análise de caligrafia foram misturadas a negativas.

### Gary Francis Poste
Em 6 de outubro de 2021, um grupo de quarenta investigadores e jornalistas independentes chamados Case Breakers afirmou ter descoberto a identidade do assassino como sendo um homem chamado Gary Francis Poste, embora o departamento de polícia de Vallejo não tenha confirmado essa informação. Gary Francis Poste morreu em 2018. A polícia local, contudo, permaneceu cética a respeito desta nova informação, afirmando que os achados destes investigadores se baseavam principalmente em "provas circunstânciais". Falando para a CNN e outros canais de televisão americanos, o FBI negou que o caso estivesse resolvido e afirmou que nenhuma nova evidência concreta foi apresentada. O autor Tom Voigt, considerado um especialista no caso do Assassino do Zodíaco, chamou o resultado da investigação dos Case Breakers de "besteira".

### Suspeitas e especulações públicas

#### Jack Tarrance
Em 2007, um homem chamado Dennis Kaufman afirmou que seu padrasto Jack Tarrance era o Zodíaco. Kaufman entregou vários itens para o FBI, incluindo um capuz semelhante ao usado pelo zodíaco. Segundo fontes de notícias, a análise de DNA conduzida pelo FBI nos itens foi considerada inconclusiva em 2010.

#### Outros
De 1981, os crimes do Zodiac foram rotulados como assassinatos rituais por Gareth Penn, com a intenção de realizar rituais ocultos pelos locais dos assassinatos, em seu livro, ele acusa Michael O'Hare, professor da UC Berkeley, de ser o Zodíaco.
Em 2009, um ex-advogado chamado Robert Tarbox (que, em agosto de 1975, foi expulso pela Suprema Corte da Califórnia por não pagar alguns clientes) disse que no início dos anos 1970 um comerciante entrou em seu escritório e confessou a ele que ele era o Assassino do Zodíaco. O marinheiro aparentemente lúcido (cujo nome Tarbox não revelaria devido à confidencialidade) descreveu seus crimes de forma breve, porém persuasiva, para convencer Tarbox. O homem disse que estava tentando se impedir de sua onda de assassinatos "oportunistas", mas nunca mais voltou a ver Tarbox. O ex-advogado publicou um anúncio de página inteira no Vallejo Times-Herald, que afirmava que limparia o nome de Arthur Leigh Allen como um assassino, sua única razão para revelar a história trinta anos depois do fato. Robert Graysmith, autor de vários livros sobre o zodíaco, disse que a história de Tarbox era "inteiramente plausível".
Em 2009, um episódio da série de televisão MysteryQuest, do History Channel, examinou o editor de jornais Richard Gaikowski (1936–2004). Durante o período dos assassinatos, Gaikowski trabalhou para o Good Times, um jornal de contracultura de São Francisco. Sua aparência lembra o esboço composto, e Nancy Slover, a despachante policial de Vallejo que foi contatada pelo zodíaco logo após o ataque de Blue Rock Springs, identificou uma gravação da voz de Gaikowski como sendo a mesma do zodíaco.
O detetive aposentado da polícia, Steve Hodel, argumenta em seu livro The Black Dahlia Avenger que seu pai, George Hodel (1907–1999), foi o assassino da Dália Negra, cujas vítimas incluem Elizabeth Short. O livro levou à divulgação de arquivos previamente suprimidos e gravações feitas pelo escritório do promotor público de Los Angeles, que mostrou que ele era o principal suspeito do assassinato de Short. O promotor público Steve Kaye escreveu posteriormente uma carta publicada na edição revisada, declarando que, se George Hodel ainda estivesse vivo, ele seria processado pelos crimes. Em um livro de acompanhamento, Hodel argumentou um caso circunstancial de que seu pai também era o Assassino do Zodíaco baseado em um esboço da polícia, a semelhança do estilo das letras do Zodíaco com as cartas da Dália Negra e questionou o exame do documento.
Em 19 de fevereiro de 2011,o programa America's Most Wanted apresentou uma história sobre o Assassino do Zodíaco. Em 2010, surgiu uma imagem da conhecida vítima do Zodíaco, Darlene Ferrin, e um homem que se assemelha ao esboço composto, formado com base nas descrições de testemunhas oculares, do Assassino do Zodíaco. A polícia acredita que a foto foi tirada em São Francisco em meados de 1966 ou 1967.
O ex-oficial da Polícia Rodoviária da Califórnia, Lyndon Lafferty, disse que o assassino do zodíaco era um homem de 91 anos do condado de Solano, Califórnia, a quem ele chamou pelo pseudônimo de "George Russell Tucker". Usando um grupo de policiais aposentados chamados Mandamus Seven, Lafferty descobriu "Tucker" e um encobrimento por que ele não foi perseguido. "Tucker" morreu em fevereiro de 2012 e não foi nomeado porque não era considerado suspeito pela polícia.
Em fevereiro de 2014, foi relatado que um homem chamado Louis Joseph Myers havia confessado a um amigo em 2001 que ele era o Assassino do Zodíaco, depois de saber que ele estava morrendo de cirrose no fígado. Ele pediu que seu amigo, Randy Kenney, fosse à polícia após sua morte. Myers morreu em 2002, mas Kenney alegadamente teve dificuldades em conseguir que os oficiais cooperassem e levassem as reivindicações a sério. Existem várias conexões potenciais entre Myers e o caso do Zodíaco. Myers frequentou as mesmas escolas secundárias que as vítimas David Farraday e Betty Lou Jensen. Myers supostamente trabalhou no mesmo restaurante que a vítima Darlene Ferrin. Myers também teve acesso ao mesmo tipo de bota militar cuja impressão foi encontrada na cena do crime em Lake Berryessa. Além disso, durante o período de 1971 a 1973, quando nenhuma carta do Zodíaco foi recebida, Myers foi colocado no exterior com os militares. Kenney diz que Myers confessou que ele alvejou casais porque ele teve um mau rompimento com uma namorada. Embora os oficiais associados ao caso sejam céticos, eles acreditam que a história é credível o suficiente para investigar.
Robert Ivan Nichols, também conhecido como Joseph Newton Chandler III, foi um ladrão de identidades que havia se suicidado em Eastlake, Ohio, em julho de 2002. Após sua morte, os investigadores não conseguiram localizar sua família e descobriram que ele havia roubado a identidade de um funcionário de oito anos. Um garoto que foi morto em um acidente de carro no Texas em 1945. Os comprimentos em que Nichols foi para esconder sua identidade levaram à especulação de que ele era um fugitivo. No final de 2016, A U.S. Marshals Service-Cleveland, de Ohio anunciou que o genealogista forense Dr. Colleen Fitzpatrick da Identifinders International comparou o perfil de Y-STR do homem então não identificado com os bancos de dados da genealogia genética Y-STR para determinar se seu possível sobrenome era "Nicholas". Em 2017, Fitzpatrick, juntamente com a Dra. Margaret Press, formou o DNA Doe Project, sem fins lucrativos, que revisitou o caso analisando o DNA autossômico do homem usando a mesma metodologia usada para identificar Marcia King e Lyle Stevik. Em março de 2018, o Projeto DNA Doe identificou o homem como Robert Ivan Nichols. A US Marshals Service anunciou a identificação em uma conferência de imprensa em Cleveland em 21 de junho de 2018. As autoridades acreditavam que ele era algum tipo de fugitivo. Havia muitas teorias sobre o que ele pode estar fugindo, nenhum dos quais foram confirmados. Alguns detetives da internet sugeriram que ele poderia ter sido o assassino do Zodíaco, pois ele se parecia com desenhos policiais do zodíaco e vivia na Califórnia, onde o Zodíaco atuava. Outra teoria era que ele era Steven Campbell, um engenheiro de Cheyenne, Wyoming, procurado por tentativa de homicídio. As autoridades também consideraram que ele poderia ter sido um soldado alemão ou oficial nazista da Segunda Guerra Mundial que escapou para a Estados Unidos.
Theodore Kaczynski, o Unabomber, já foi pensado para ser o Assassino do Zodíaco. O Zodíaco também já foi suspeito de ser o Monstro de Florença.